# Christoph Sigwart

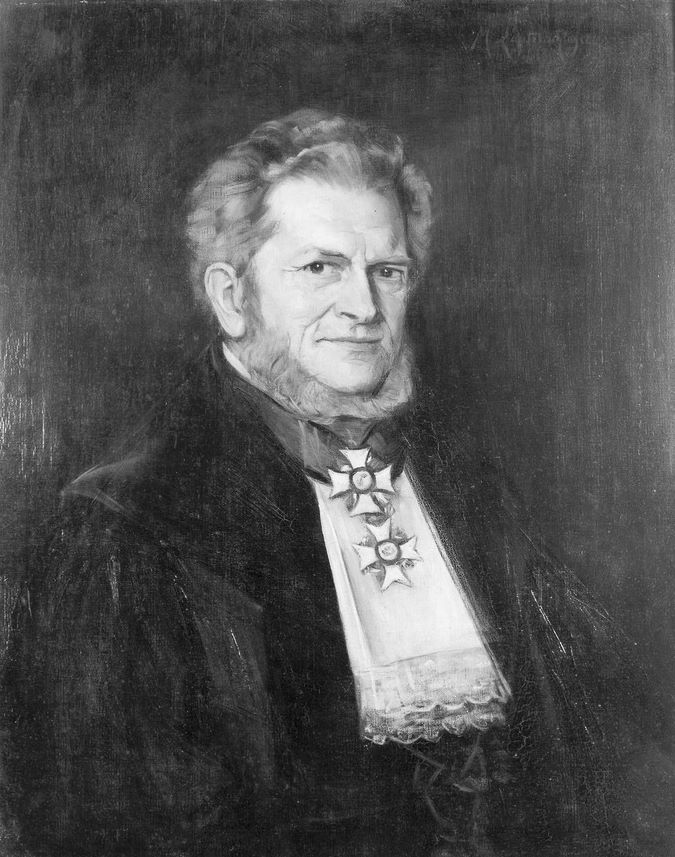
Christoph Sigwart

Christoph Sigwart (1830–1904) – niemiecki filozof i logik. Był jednym z głównych przedstawicieli psychologizmu w logice. Pełnił funkcję profesora uniwersytetu w Tybindze. Napisał pracę Logik.
Jego główne dzieło Logik przedstawia wyniki drobiazgowych badań nad osiągnięciami niemieckich i brytyjskich logików. Sporo miejsca poświęca w pracy rozumowaniu indukcyjnemu oraz omówieniu poglądów Francisa Bacona, Davida Hume’a i Johna Stuarta Milla na ten temat.